# Општина Саука (Сату Маре)
Саука (рум. Săuca) општина је у Румунији у округу Сату Маре.
Oпштина се налази на надморској висини од 155 m.